# Tannheim, Tyrolen
Tannheim  är en ort och kommun i distriktet Reutte i förbundslandet Tyrolen i Österrike. I väster har kommunen gräns mot Tyskland.